# Unione Sportiva Orbetello 1939-1940
Questa voce raccoglie le informazioni riguardanti l'Unione Sportiva Orbetello nelle competizioni ufficiali della stagione 1939-1940.

## Rosa
| N. |                   | Ruolo | Calciatore        |
| -- | ----------------- | ----- | ----------------- |
|    | Italia (bandiera) | C     | Danilo Berti      |
|    | Italia (bandiera) | C     | Gustavo Blasi     |
|    | Italia (bandiera) | C     | G. Bondoni        |
|    | Italia (bandiera) | D     | P. Bondoni        |
|    | Italia (bandiera) | D     | Ivo Casalini      |
|    | Italia (bandiera) | D     | Italo Dander      |
|    | Italia (bandiera) | C     | Rinaldo Di Chiara |
|    | Italia (bandiera) | P     | Aldo Fedi         |
|    | Italia (bandiera) | D     | Mariani Manfredi  |
|    | Italia (bandiera) | D     | Manfredo Mariani  |
|    | Italia (bandiera) | C     | Gino Matteoni     |

| N. |                   | Ruolo | Calciatore        |
| -- | ----------------- | ----- | ----------------- |
|    | Italia (bandiera) | A     | Marcello Mensa    |
|    | Italia (bandiera) | A     | Ippolito Montiani |
|    | Italia (bandiera) | A     | Agostino Morosini |
|    | Italia (bandiera) | P     | Gaetano Paffetti  |
|    | Italia (bandiera) | C     | M. Pavesi         |
|    | Italia (bandiera) | D     | Silvano Pinori    |
|    | Italia (bandiera) | A     | A. Rigonati       |
|    | Italia (bandiera) | D     | Carlo Sgobbi      |
|    | Italia (bandiera) | A     | Igino Torriti     |
|    | Italia (bandiera) | D     | Ennio Valeri      |
|    | Italia (bandiera) | A     | Luigi Villari     |